# William Hallam Ward
William Hallam Ward (* 3. Dezember 1917 in  London; † 24. April 1996) war ein britischer Bauingenieur (Geotechnik).
Ward studierte von 1935 bis 1939 Bauingenieurwesen am City and Guild´s College des Imperial College London. Danach war er als Bauingenieur bei Freeman, Fox and Partners, wo er in Süd-Wales an der Errichtung einer Sprengstofffabrik beteiligt war. 1942 wechselte er in die Bodenmechanik Abteilung der Building Research Station (BRS), wo er Hugh Golder ersetzte, der in die private Bauindustrie wechselte. Seine Untersuchungen während des Krieges führten unter anderem zur Entwicklung von Kleinbohrpfählen zur Gründungssanierung und Betonverschalungen für Tunnelprojekte, die später vielfach in der Londoner U-Bahn die eisernen Tübbings ersetzten (und auch zum Beispiel bei Abwasserkanälen Verwendung fanden). Er beriet auch bei der U-Bahn in San Francisco und Oslo. 1959 wurde er Leiter der Geotechnik Abteilung der BRS und 1969 erhielt er den Titel Deputy Chief Scientific Officer. 1967 bis 1969 war er Gastprofessor an der City University London und 1978/79 an der University of Toronto. 1988 ging er in den Ruhestand, war aber weiter geotechnischer Berater, unter anderem für das Ingenieurbüro Ove Arup and Partners.
1978 hielt er die Rankine Lecture (Ground supports for tunnels in weak rocks). Über das gleiche Thema hielt er den Übersichtsvortrag auf der 10. International Conference on Soil Mechanics and Foundation Engineering in Stockholm 1981. 1961 erhielt er einen D.Sc. der Universität London. 1991 erhielt er die Skempton Goldmedaille der British Geotechnical Society.
Er war unter anderem an den Voruntersuchungen für den CERN Proton-Beschleuniger in verschiedenen europäischen Ländern beteiligt ebenso wie für den Standort der europäischen Weltraumbehörde und war Berater für die Gründung und Standortsuche von Kernkraftwerken in Großbritannien. In London beriet er unter anderem bei den tiefen Baugruben für die Tiefgarage des Parlaments und das YMCA-Gebäude. Weitere Projekte waren die sehr sensitiven Gründungen für die Radioteleskope in Cambridge, der Wassertunnel Ely-Ouse, die Kühlwasser- und Elektrizitätsleitungstunnel unter dem River Medway für die Grain Power Station in Kent und zum Beispiel beim Straßeneinschnitt der M 40 in den Chiltern Hills (wo erstmals in Großbritannien eine mikroseismische Überwachung während der Bauarbeiten erfolgte). Er beriet unter anderem beim Tyne-Tees Tunnel für die Wasserversorgung vom Kielder Reservoir nach Teesside und bei Wassertunneln für Wasserkraftwerke in Indien. Entsprechend seiner Expertise für Tunnel in weichem Untergrund (insbesondere klüftige steife Tone und Kalkgestein) untersuchte er auch die Auswirkungen von Tunneln auf nahe Bebauung und umgekehrt.
Nachdem er schon 1939 an einer Expedition des Imperial College nach Jan Mayen teilnahm, beschäftigte er sich auch später mit Glaziologie und studierte Gletscher in Norwegen und auf der Baffininsel (1950, 1953).
Er war einer der Mitgründer der Zeitschrift Geotechnique. 1966/67 war er Vorstand der British Geotechnical Society. Von 1959 bis 1966 war er Vizepräsident der British Glaciological Society und von 1954 bis 1964 Sekretär der International Commission on Snow and Ice.
Er war an den Empfehlungen über geotechnische Felduntersuchungen des British Standards Institute (BSI) beteiligt. 
Ward war passionierter Bergsteiger. Nach ihm ist der Ward-Gletscher in der Antarktis benannt.